# Вопь

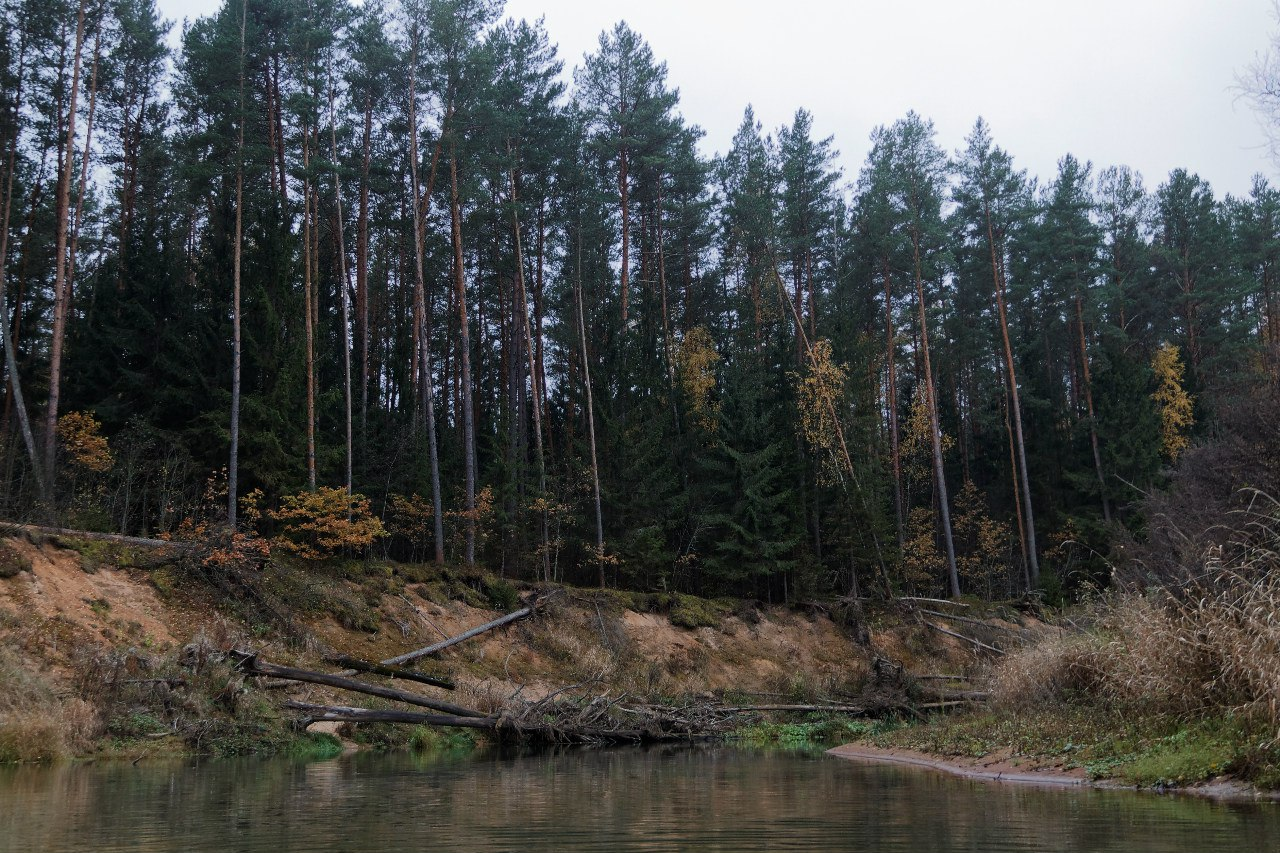
Річка Вопь у нижній течії

Вопь (рос. Вопь) — річка в Російській Федерації, що протікає в Смоленській області. Притока Дніпра. Довжина — 158 км, площа водозабірного басейну — 3300 км².
На річці розташоване місто Ярцево.